# Холодний Яр. Воля України — або смерть!
«Холодний Яр. Воля України — або смерть!» — документальний фільм про визвольну боротьбу українських повстанців Холодноярської республіки проти російських окупантів 1918-22 років. Знятий за мотивами роману «Холодний Яр» Юрія Горліс-Горського. Фільм знято під егідою громадського руху «Не будь байдужим!», виконавча директорка якого Оксана Левкова була продюсером фільму.
Виробництвом фільму займалася студія «Диваки production», а режисером була Галина Химич. Ролі у фільмі виконували не професійні актори, а учасники Клубу історичних реконструкцій «Повстанець». Керівник клубу, Владислав Куценко, виконував роль Горліса-Горського. Науковим консультантом був кандидат історичних наук Юрій Митрофаненко.

## Історія створення
Автором ідеї та одним із спонсорів проекту став Анатолій Балюк. Ідея картини з'явилася за кілька років до виходу. Дві третини витрат покрили небайдужі люди, які допомагали і з іншими аспектами створення. Спочатку організація «Не будь байдужим» планувала створити справжню науково-популярну стрічку, передусім для школярів, але потім вирішила, що тема зацікавить значно ширше коло глядачів". З пропозицією зняти такий фільм рух «Не будь байдужим» звернувся до студії «Divaki Production» за два роки до його виходу.
Зйомки фільму почалися в липні 2013 року. Знімали його в історичних місцях, зокрема в самому Холодному Яру на Черкащині. Грали в ньому не професійні актори, а «реконструктори» (люди, які займаються відтворенням історичних подій) з клубу «Повстанець». Бойові сцени знімали через два тижні в Голосіївському парку в Києві. Одяг і озброєння акторів були близькими до історичних.

## Показ
Фільм підпільно показували на Донбасі і в Криму, зокрема Слов'янську, Дружківці та Краматорську, де він викликав жваві дискусії.
22 грудня у Слов'янській міській раді відбувся круглий стіл за участю Оксани Левкової, Владислава Куценка і Юрія Митрофаненка, після завершення якого відбулася презентація та показ фільму.
30-31 березня фільм показували і обговорювали в Запоріжжі, у Січовому колегіумі, військовому ліцеї «Захисник», відкритий показ у кіноклубі «Сходження», колегіумі «Елінт», а також у Класичному приватному університеті. Гроші на покази фільму, 4-5 тис. гривень, збирали спільнокоштом. Разом із показами відбулись обговорення фільму за участю Левкової, Митрофаненка та Куценка.
5 квітня 2015 року стрічка вийшла в ефірі Першого національного каналу.
7 квітня 2015 року фільм виклали на YouTube, де станом на початок 2018 року його продивилися близько 50 000 осіб, на березень 2021 року — 74,4 тисячі.
Уніч на 2 серпня 2015 року відбувся нічний кіноперегляд «БандерNightCinema» стрічки під час фестивалю українського духу «Бандерштат».